# استدعى بواسطة الأجراس
استُدعى بواسطة الأجراس (بالإنجليزية: Summoned by Bells) هو شعر مرسل لسيرة ذاتية من تأليف جون بيتجمان، يصف حياته من ذكرياته المبكرة عن منزل من الطبقة الوسطى في هامبستيد من العصر الإدواردي في مدينة لندن، إلى مغادرته المبكرة كلية المجدلية بأكسفورد.
نُشر هذا الكتاب لأول مرة في شهر تشرين الثاني عام 1960 من قبل ناشري بيتجيمان في لندن (جون موراي) حيث تمت قراءته من قبل المؤلف - فصلاً فصلاً - في سلسلة من البثوث الإذاعية على البرنامج الثالث (ليصبح في ما بعد الإذاعة ٣) لقناة بي بي سي . لاحقاً تم نشر طبعة مصورة مع الرسوم التوضيحية للخط واللون المائي لهيو كاسون من قبل مواري عام 1989( ISBN 0-7195-4696-6). أيضاً، ظهرت طبعة ذات غلاف ورقي في عام 2001.
هناك فيلم ايضاً من إصدار قناة بي بي سي أخرجهُ جونثان ستيدال للتلفاز في عام 1976. والذي يعرض فيه السيرة الذاتية التي تغطي حياة بيتجيمان قبل ان يبدأ وظيفته الأولى والتي رواها في ابيات شعرية وزيارة بيتجيمان للأماكن التي لعبت دوراً مهماً في حياته المبكرة.

## ملخص
الفصل 1 – قبل MCMXIV
ذكريات من الحضانة – تحقيق الفصل
الفصل 2 – نزول الذنب :يفضل المؤلف الشعر على عالم التجارة الرائع لوالده.
الفصل 3 – هايغيت :حبه للآنسة بيفي بيوري كاست و مشاكل مع المنافسين.
الفصل 4 – كورنوال في الطفولة :اصوات وروائح مثيره للذكريات في عطلات الطفولة في كورنوال
الفصل 5 – مدرسة خاصة :
إلى مدرسة التنين في مدينة أوكسفورد و اهتمام جديد بالكنائس.
الفصل 6 – لندن:
والد جون يبلي بلاءاً حسناً، انتقلوا إلى تشيلسي «النهاية البطيئة» ولكنه فضل هاميستيد المورقة.
الفصل 7 – مارلبورو :
بعد بداية محبطة واكتشاف الأدب والطبيعة و (the wiltshire downs).
الفصل 8 – كورنوال في المراهقة :
مشاكل عائلة المراهقين – استكشاف مستقل لكورنوال.
الفصل 9 – انفتاح العالم :
إنفتاح العالم حتى كلية المجدلية بأكسفورد ، تؤثر ، وتفشل في الألوهية.

## أماكن ذكرت في الكتاب
- شارع إرفان
- تربثريك
- كلية بيمبروك، أوكسفورد
- سيزينكوت

## حلقة من الأجراس
في عام 1962 اصدر بيتجيمان نسخة مختصرة من الكتاب للأطفال مع الرسوم التوضيحية من قبل إدوارد ارديزون.